# NGC 1662
NGC 1662 é um aglomerado aberto na direção da constelação de Orion. O objeto foi descoberto pelo astrônomo William Herschel em 1784, usando um telescópio refletor com abertura de 18,6 polegadas. Devido a sua moderada magnitude aparente (+6,4), é visível apenas com telescópios amadores ou com equipamentos superiores. 